# Aleksander Stavre Drenova
Pour les articles homonymes, voir Drenova.
Aleksandër Stavre Drenova (nom de plume Asdren — forme définie albanaise Asdreni, 11 avril 1872 - 11 décembre 1947), est un des poètes albanais les plus connus,  notamment pour avoir écrit l'hymne national albanais, Hymni i Flamurit (« L'Hymne au drapeau »).
Ce poème fut publié pour la première fois le 21 avril 1912 sous le titre Betimi mi flamur (« Le serment au drapeau ») dans Liri e Shqipërisë (« Liberté de l'Albanie »), quotidien albanais de Sofia en Bulgarie. La même année, l'auteur l'inclura dans son recueil de poèmes Ëndrra e lotë (« Rêves et pleurs ») publié à Bucarest (Roumanie).
Il était né dans le village de Drenova (en) près de Korça en Albanie,  ce pourquoi il écrivait en tosque. Il était allé à l'école grecque de son village mais son père mourut alors qu'il avait treize ans, et il partit rejoindre ses frères à Bucarest, où il fit la connaissance du milieu littéraire et nationaliste albanais.
En 1904, Asdreni publia Rreze dielli (« Rayons de soleil ») son premier recueil de 99 poèmes dédié à Scanderbeg, le héros national albanais. Son deuxième recueil, toujours de 99 poèmes, Ëndrra e lotë (« Rêves et pleurs ») fut publié  en 1912 ; il était dédié à la voyageuse britannique Edith Durham. Le troisième recueil d'Asdreni, Psallme murgu (« Psaumes d'un moine ») ne parut qu'en 1930.
Le sonnet  était sa forme poétique préférée.
Après un bref retour en Albanie en 1914, Asdreni retourna en Roumanie, continuant à s'y intéresser au mouvement national albanais.  En 1937,  il visita de nouveau l'Albanie, mais s'en revint ensuite en Roumanie. C'est dans son village natal qu'il mourut en 1947.

## Œuvres
- Rreze dielli (« Rayons de soleil »), 1904
- Ëndrra (dh)e lotë (« Rêves et pleurs »), 1912
- Psallme murgu (« Psaumes d'un moine »), 1930
- Kambana e Krujës (« La Cloche de Kruja »), 1937